# Nihondairastadion
Het IAI Nihondairastadion (Japans: IAIスタジアム日本平) is een multifunctioneel stadion in Shizuoka, een stad in Japan. Het stadion werd geopend in 1991 en gerenoveerd in 1993 en tussen 2002 en 2003.

## Naam
Het stadion heette eerder het Nihondaira Sportstadion, tussen 1991 en 2009 en daarna Outsourcing Nihondairastadion tussen 2009 en 2013. De lokale naam is Shizuoka-shi Nihondaira Sutajiamu, de bijnaam 'Daira' en 'Ausuta'

## Toeschouwersaantal
Aanvankelijk konden er in het stadion 13.000. Toen er vanaf 1993 ook professionele voetbalwedstrijden werden gespeeld werd dit aantal ongeveer 18.500. Bij de renovatie in 2003 werd dit uitgebreid naar ongeveer 20.000 toeschouwers. 

## Gebruik
Het stadion wordt vooral gebruikt voor voetbalwedstrijden, de voetbalclub Shimizu S-Pulse maakt gebruik van dit stadion. Het werd ook gebruikt voor het Aziatisch kampioenschap voetbal onder 16 van 2004 dat van 4 tot en met 18 september in Japan werd gespeeld.